# Aurin
Aurin là một xã trong vùng Occitanie, thuộc tỉnh Haute-Garonne, quận Toulouse, tổng Lanta. Tọa độ địa lý của xã là 43° 32' vĩ độ bắc, 01° 41' kinh độ đông. Aurin nằm trên độ cao trung bình là 225 mét trên mực nước biển, có điểm thấp nhất là 167 mét và điểm cao nhất là 265 mét. Xã có diện tích 7,49 km², dân số vào thời điểm 1999 là 245 người; mật độ dân số là 33 người/km². Nhà thờ Sainte-Appollonie là di tích văn hóa của Pháp.

## Thông tin nhân khẩu
| 1962 | 1968 | 1975 | 1982 | 1990 | 1999 |
| ---- | ---- | ---- | ---- | ---- | ---- |
| 158  | 168  | 169  | 177  | 177  | 245  |